# Цилитль
Цилитль (авар. ЦӀиликь) — село в Гумбетовском районе Дагестана. Административный центр Цилитлинского сельсовета.

## Географическое положение
Село находится на правом берегу реки Тлярата, на расстоянии 7 км к северо-западу от села Мехельта, административного центра района.

## История
Часть жителей села переселилась в Хасавюртовский район, где на землях отгонного животноводства на месте кутана Туган-кутан образовано село Цияб-Цилитли.

## Население
| 1895 | 1926 | 1939 | 1970 | 1989 | 2002 | 2010 |
| ---- | ---- | ---- | ---- | ---- | ---- | ---- |
| 509  | ↗521 | ↗628 | ↘531 | ↗912 | ↘456 | ↗518 |
| 2021 |      |      |      |      |      |      |
| ↗627 |      |      |      |      |      |      |

### Национальный состав
Моноэтническое аварское село.